# Fritz Nagy
Frederick Karl "Fritz" Nagy (Ohio, 3 de enero de 1924-Cuyahoga Falls, Ohio, 5 de junio de 1988) fue un jugador de baloncesto estadounidense que disputó una temporada en la BAA, además de jugar en la NBL y la NPBL. Con 1,88 metros de estatura, jugaba en la posición de escolta.

## Trayectoria deportiva

### Universidad
Jugó durante tres temporadas en los Zips de la Universidad de Akron, graduándose como el máximo anotador de la historia del equipo, con 1.256 puntos. En su última temporada promedió 23,7 puntos por partido, el quinto mejor anotador a nivel nacional, siendo incluido esa temporada en el segundo mejor quinteto All-American para la revista Sporting News. Previamente había disputado una temporada con los Tar Heels de la Universidad de Carolina del Norte en Chapel Hill.

### Profesional
Comenzó su andadura profesional en los Chicago American Gears de la NBL, donde jugó una temporada en la que promedió 4,1 puntos por partido.«1947 NBA Draft». thedraftreview.com (en inglés). Consultado el mayo de 2012.</ref> pero fichó por los Indianapolis Kautskys, quienes al año siguiente darían el salto a la BAA reconvertidos en los Indianapolis Jets, jugando una temporada en la que promedió 5,1 puntos y 1,4 asistencias por partido.
Jugó una última temporada en los Grand Rapids Hornets de la NPBL, en la que promedió 3,7 puntos por partido.

#### Estadísticas en la BAA

##### Temporada regular
| Temporada | Edad | Equipo            | Liga | P  | TIT | MIN | TC  | TCA | %TC  | 3P | 3PA | %3P | TL  | TLA | %TL  | R.OF. | R.DEF. | REB | ASIS | ROB | TAP | PER | FP  | PTS |
| 1948-49   | 25   | Indianapolis Jets | BAA  | 50 |     |     | 1.9 | 5.4 | .347 |    |     |     | 1.3 | 1.9 | .670 |       |        |     | 1.4  |     |     |     | 1.7 | 5.1 |
| Total     |      |                   | BAA  | 50 |     |     | 1.9 | 5.4 | .347 |    |     |     | 1.3 | 1.9 | .670 |       |        |     | 1.4  |     |     |     | 1.7 | 5.1 |